# シェーン・バズ
シェーン・オースティン・バズ（Shane Austin Baz, 1999年6月17日 - ）は、アメリカ合衆国テキサス州ハリス郡サイプレス出身のプロ野球選手（投手）。右投右打。MLBのタンパベイ・レイズ所属。
2021年開催の東京オリンピック 野球 銀メダリスト。

## 経歴

### プロ入りとパイレーツ傘下時代
2017年のMLBドラフト1巡目（全体12位）でピッツバーグ・パイレーツから投手として指名された。契約後、傘下のルーキー級ガルフ・コーストリーグ・パイレーツでプロデビュー。10試合に先発登板して0勝3敗、防御率3.80、19奪三振を記録した。
2018年はアパラチアンリーグのルーキー級ブリストル・パイレーツでプレーした。

### レイズ時代
2018年8月14日、7月31日に行われたトレード（クリス・アーチャー対オースティン・メドウズ、タイラー・グラスノー）での後日発表選手としてタンパベイ・レイズへ移籍した。移籍後は傘下のルーキー級プリンストン・レイズでプレーし、移籍前を含めた2球団合計で12試合に先発登板して4勝5敗、防御率4.47、59奪三振を記録した。
2019年はA級ボーリンググリーン・ホットロッズでプレーし、17試合に先発登板して3勝2敗、防御率2.99、87奪三振を記録した。オフにはアリゾナ・フォールリーグに参加し、ソルトリバー・ラフターズに所属した。
2020年は新型コロナウイルスの影響でマイナーリーグの試合が開催されなかったため、公式戦の登板は無かった。
2021年、マイナーではAA級モンゴメリー・ビスケッツとAAA級ダーラム・ブルズでプレーし、2球団合計で17試合に先発登板して5勝4敗、防御率2.06、113奪三振を記録した。7月には東京オリンピックのアメリカ代表のメンバーに選出された。オリンピック本大会では決勝トーナメント初戦の日本戦に先発登板した。9月20日にメジャー契約を結んでアクティブ・ロースター入りし、同日のトロント・ブルージェイズ戦に先発して5回2失点の内容でメジャー初勝利を挙げた。この年メジャーでは3試合に先発登板して2勝0敗、防御率2.03、18奪三振を記録した。また、ボストン・レッドソックスとのALDS第2戦では先発を務めた（2.1イニングを投げて3失点で勝敗付かず）。
2022年はアメリカンリーグの新人王候補に挙げられるなど先発ローテーション投手として期待されていたが、開幕前の3月に右肘を痛めて手術も取り沙汰された。だが直後の診断から手術は回避することになった。シーズン開幕は10日間の故障者リストで迎え、4月16日に60日間の同リストへ移行となった。その後、6月11日に復帰して6試合に先発登板するも、7月14日に再び故障者リスト入りした。更に9月24日にはトミー・ジョン手術を受けることが発表され、2023年シーズンは全休となる見込みであると報じられた。

## 選手としての特徴
平均97mph（約156.1km/h）・最速99.8mph（約160.6km/h）のフォーシームが投球の約半分を占める。変化球は、主にスライダーとカーブを投げる。

## 詳細情報

### 年度別投手成績
| 年 度    | 球 団    | 登 板 | 先 発 | 完 投 | 完 封 | 無 四 球 | 勝 利 | 敗 戦 | セ 丨 ブ | ホ 丨 ル ド | 勝 率 | 打 者 | 投 球 回 | 被 安 打 | 被 本 塁 打 | 与 四 球 | 敬 遠 | 与 死 球 | 奪 三 振 | 暴 投 | ボ 丨 ク | 失 点 | 自 責 点 | 防 御 率 | W H I P |
| -------- | -------- | ----- | ----- | ----- | ----- | -------- | ----- | ----- | -------- | ----------- | ----- | ----- | -------- | -------- | ----------- | -------- | ----- | -------- | -------- | ----- | -------- | ----- | -------- | -------- | ------- |
| 2021     | TB       | 3     | 3     | 0     | 0     | 0        | 2     | 0     | 0        | 0           | 1.000 | 49    | 13.1     | 6        | 3           | 3        | 0     | 0        | 18       | 1     | 0        | 3     | 3        | 2.03     | 0.68    |
| 2022     | TB       | 6     | 6     | 0     | 0     | 0        | 1     | 2     | 0        | 0           | .333  | 117   | 27.0     | 27       | 5           | 9        | 0     | 1        | 30       | 2     | 0        | 15    | 15       | 5.00     | 1.33    |
| 2024     | TB       | 14    | 14    | 0     | 0     | 0        | 4     | 3     | 0        | 0           | .571  | 319   | 79.1     | 57       | 9           | 27       | 0     | 4        | 69       | 2     | 0        | 28    | 27       | 3.06     | 1.06    |
| MLB：3年 | MLB：3年 | 23    | 23    | 0     | 0     | 0        | 7     | 5     | 0        | 0           | .583  | 485   | 119.2    | 90       | 17          | 39       | 0     | 5        | 117      | 5     | 0        | 46    | 45       | 3.38     | 1.08    |

- 2024年度シーズン終了時

### 年度別守備成績
| 年 度 | 球 団 | 投手（P） | 投手（P） | 投手（P） | 投手（P） | 投手（P） | 投手（P） |
| 年 度 | 球 団 | 試 合     | 刺 殺     | 補 殺     | 失 策     | 併 殺     | 守 備 率  |
| ----- | ----- | --------- | --------- | --------- | --------- | --------- | --------- |
| 2021  | TB    | 3         | 0         | 0         | 0         | 0         | ----      |
| 2022  | TB    | 6         | 3         | 0         | 0         | 0         | 1.000     |
| 2024  | TB    | 14        | 4         | 3         | 0         | 1         | 1.000     |
| MLB   | MLB   | 23        | 7         | 3         | 0         | 0         | 1.000     |

- 2024年度シーズン終了時

### 背番号
- 11（2021年 - 2022年、2024年 - ）

### 代表歴
- 2020年東京オリンピックの野球競技・アメリカ合衆国代表